# Reporters (magazine de NT1)
Ne doit pas être confondu avec Reporters (émission de télévision).
Pour les articles homonymes, voir Reporters.
Reporters est un magazine d'information français diffusé sur NT1 depuis le 9 septembre 2008 et présenté par Rebecca Fitoussi.

## Diffusion
Il est diffusé le lundi en première partie de soirée sur la chaîne de télévision française NT1.

## Principe
À l'origine, il s'agissait d'un magazine hebdomadaire de grands reportages sur l'actualité internationale, où les reportages provenaient d'émissions comme Envoyé Spécial.

Depuis la rentrée 2010, la rédaction s'oriente sur des thèmes plus généraux qui visent en priorité les 15/35 ans comme des sujets sur les nouveaux célibataires, sur les bizuts dans la Légion...

## Historique
Ce magazine a d'abord été présenté par Thierry Dagiral et Claire Barsacq.
En novembre 2008, Claire Barsacq rejoint M6 pour remplacer Mélissa Theuriau (alors en congé maternité) à la présentation du magazine Zone interdite.
En janvier 2009, Rebecca Fitoussi, jusqu'alors présentatrice sur la chaîne d'information en continu LCI, lui succède à la coprésentation de Reporters.